# Nigel Vincent
Nigel Vincent é um linguista britânico. Ele é professor emérito de linguística geral e romance na Universidade de Manchester. Ele é mais conhecido por seu trabalho sobre morfologia, sintaxe e linguística histórica, com foco particular nas línguas românicas.
Vincent foi eleito membro da Academia Britânica em 2006 e foi Vice-Presidente de Pesquisa e Política de Ensino Superior da Academia entre 2010 e 2014. Em 2013, ele foi eleito membro da Academia Europaea.
Até 2011, ele ocupou a Cátedra Mont Follick de Filologia Comparada na Escola de Idiomas, Linguística e Culturas da Universidade de Manchester. De 2000 a 2003, ele foi presidente da Sociedade Filológica. Ele foi o presidente do Main Panel M no Research Assessment Exercise, 2008.
Em 2007, Vincent foi homenageado com um Festschrift com contribuições de colegas e ex-alunos.